# Mikhaïl Chtcherbatov
Pour les articles homonymes, voir Chtcherbatov.
Œuvres principales
- Histoire de la Russie dès les premiers temps (1771-1791)
- Un voyage au pays d'Orphir (1783)
- Traité sur la corruption de la morale en Russie (1797)

Compléments
Prince Mikhaïl Mikhaïlovitch Chtcherbatov (en russe : Князь Mихаил Михайлович Щербатов ; 22 juillet 1733 – 12 décembre 1790) est un philosophe, homme d'État et historien russe. Il est l'un des principaux représentants du mouvement des Lumières en Russie avec Mikhaïl Lomonossov et Nikolaï Novikov. Chambellan (1773), membre honoraire de l'Académie des Sciences de Saint-Pétersbourg (1776), membre de l'Académie russe (1783), Président du Conseil privé, Conseiller privé, sénateur (1779). Franc-maçon, son nom figure dans les registres des francs-maçons de 1756, membre du chapitre de Saint-Pétersbourg en 1760 et de la loge "Egalité" en 1775-1776.

## Famille
Fils du prince et major-général Mikhaïl Iourievitch Chtcherbatov (1677-1738) et de son épouse Irina Semionovna Sontsova-Zasekina.
Le prince épousa sa cousine, la princesse Natalia Ivanovna Chtcherbatova (†1798).
De cette union naquirent six enfants :
- Irina Mikhaïlovna Chtcherbatova : (1757-1827), elle épousa Matveï Grigorievitch Spiridov (1751-1829).
- Ivan Mikhaïlovitch Chtcherbatov : (1758-?), Colonel.
- Dmitri Mikhaïlovitch Chtcherbatov : (1760-1839).
- Praskovia Mikhaïlovna Chtcherbatova : Elle épousa Fiodor Pavlovitch Chtcherbatov (1748-1810).
- Natalia Mikhaïlovna Chtcherbatova : Elle épousa Iouri Petrovitch Tchaadaev (?-1807).
- Anna Mikhaïlovna Chtcherbatova[2].

## Biographie

### Enfance
Le prince Mikhaïl Mikhaïlovitch Chtcherbatov reçut à domicile une solide éducation. Il étudia l'Histoire, la philosophie, la littérature, le droit et les sciences naturelles. En outre, comme toutes les personnes instruites de son époque, il parlait le français, et en plus il parlait l'allemand et l'italien et il comprenait aussi d'autres langues occidentales.

### Carrière militaire
Très jeune, il fut inscrit au Régiment Semionovsky, en 1756, il fut promu lieutenant. Après la promulgation du manifeste sur la Liberté de la Noblesse (oukase de Pierre III de Russie daté du 1er mars 1762), le prince prit sa retraite au grade de capitaine.

### Carrière politique

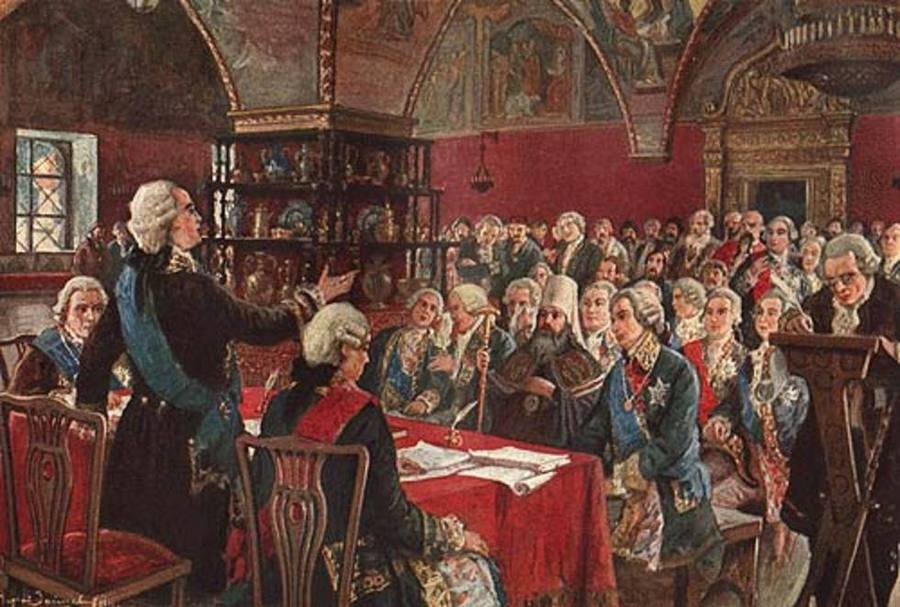
Catherine II de Russie présidant la Commission législative en 1767

En 1767, le prince fit son entrée dans l'administration publique, où il occupa de très hautes fonctions. En 1767, il présida la Commission législative représentant toutes les classes hormis les moujiks. En 1770, il fut nommé membre du bureau de Commerce, en 1773, en qualité de courtisan, il put paraître à la Cour de l'impératrice Catherine II de Russie.

### L'historien
En 1768, la Grande Catherine le nomma historiographe et héraut d'armes au Sénat. Son idéal politique eut pour exemple la monarchie constitutionnelle  britannique avec une séparation des pouvoirs. Il trouva une certaine analogie de cet idéal dans la Russie précédant le règne de Pierre Ier de Russie, au moment où, l'autocratie n'utilisa que l'organe de la noblesse aristocratique comme par exemple le Conseil des boyards. Dans son essai ayant pour titre : Examen sur les maux de l'autocratie de Pierre le Grand paru en 1782, dans son ouvrage, le prince manqua de clarté. Il critiqua ouvertement Pierre le Grand, dans son œuvre, il s'affirma comme un opposant aux détracteurs de l'empereur russe, il expliqua que la prospérité de la Russie aurait pu être réalisée avec moins de perte et plus d'humanité, même si cela aurait nécessité plusieurs années. D'après le prince, sans « la tyrannie de l'endettement extérieur et le pouvoir absolu de Pierre Ier » effectués pour la modernisation de la Russie cela aurait exigé une période plus longue et les ennemis extérieurs de l'Empire auraient pu envahir la Russie. Malgré cela, en dehors des faiblesses personnelles du monarque,  le prince fut conscient des exigences imposées par l'inhumanité de cette époque, celle-ci obligea le souverain à agir de façon brutale et cruelle. Cette période obligea Pierre Ier à agir comme un tyran. Dans son ouvrage Les Dommages à la morale de la Russie, Mikhaïl Mikhaïlovitch Chtcherbatov exposa les transgressions commises par le pouvoir : la corruption, la soustraction frauduleuse de fonds, la complaisance, il dénonça également la manière dont l'empereur plaça sur le devant de la scène des « hommes obscurs » qui provoqua une crise dans l'Empire. Le prince Chtcherbatov démontra dans son ouvrage, les bons et les mauvais côtés de la modernisation effectuée dans l'Empire russe. Il attira notamment l'attention  sur les changements dans les domaines politiques et militaires, mais également dans le domaine de la culture, il précisa qu'en raison de l'européanisation « en matière de personnel et certaines autres questions nous pouvons dire que nous avons connu un incroyable succès et avons marché à pas de géant pour améliorer notre apparence. »
En 1762, lors de l'accession au trône de Catherine II de Russie, le prince Chtcherbatov siégea à la Commission législative (1767-1771), il demanda la suppression de la Table des Rangs créée par l'oukase de Pierre Ier le 13 janvier 1722 et pour l'indépendance de la noblesse russe. Toutefois, ce ne fut pas un pur tribunal idéologue prenant soin d'intérêts limités comme le pensèrent certains chercheurs soviétiques. Concernant les serfs appartenant à des marchands et travaillant dans leurs usines, il préconisa leur enregistrement dans les usines, mais interdit l'achat de cette main d'œuvre. Concernant les serfs enregistrés dans les usines, il préconisa leur libération progressive, en récompense de leur bon caractère et leur excellente connaissance des arts. Mikhaïl Mikhaïlovitch Chtcherbatov se montra favorable à la préservation du servage en Russie, en faisant valoir l'illettrisme des paysans, démontrant que ces derniers ne sauraient pas utiliser leur liberté correctement. En outre, il estima que les problèmes de servage pourrait être résolu, non en l'abolissant, mais par un changement progressif dans le comportement des agriculteurs par les propriétaires.
Quelque temps avant son décès, le prince Chtcherbatov rédigea deux ouvrages reflétant ses vues sur la politique : Les opinions diverses sur les gouvernements, Pensées générales sur la législation. dans ces deux ouvrages, il exposa trois sortes de régime politique : la monarchie, le despotisme (ou l'autocratie), l'aristocratie et la démocratie. Selon le prince, le souverain idéal est celui qui s'estime comme le père du peuple, qui ne rejette pas la législation pour installer un pouvoir absolu, il est également le monarque qui unit ses intérêts propres à ceux de l'État, en outre, il est celui qui choisit ses conseillers avec discernement, en effectuant une combinaison entre l'effort de leur monarque, la loyauté envers la mère patrie et les lois régissant l'État. En raison de leurs intérêts propres, un grand nombre de gouverneurs nommés ne possédait pas les spécificités requises. De tels aristocrates au Conseil était une idée inconcevable pour la Russie impériale de cette époque. Parmi ces aristocrates, beaucoup  refusaient d'abandonner leur désir de pouvoir, de gloire ou de richesse, cet appât de puissance provoquait des rivalités, la formation de clans, la jalousie générait la haine de l'autre. Le gouvernement démocratique écrivait Mikhaïl Mikhaïlovitch Chtcherbatov « ronge ses propres entrailles, se divisant en différentes parties, qui dans divers temps troublés sont jetés comme un navire sur une mer orageuse, souvent échappe au naufrage grâce à l'habileté du pilote, mais encore plus souvent périt. Parfois même certains meurent sur le quai ».
Rejetant le pouvoir absolu comme une forme de gouvernement, le prince écrivit malgré tout : « qu'il est le tourment dans lequel il n'y a pas d'autres lois et autres règles sauf pour les fous soumis à la volonté du despote ». Dans le second ouvrage, le prince exposa sa propre conception de la législation de l'Empire russe, elle fut le fruit de son expérience dans diverses administrations publiques. Depuis la création de ces lois, un travail approfondi fut nécessaire. Mikhaïl Mikhaïlovitch Chtcherbatov était convaincu « que les lois doivent être écrites par des personnes honnêtes, intelligentes, bien informées, travailleuses et qualifiées dans les Affaires. » En comparant la législation dans divers types de gouvernement, le prince souligna « l'avantage de la monarchie qui, avec le maintien de solides lois pourrait maintenir la sécurité, l'honneur, la propriété de ses citoyens. »

## Pensée politique exposée dansUn voyage au pays d'Ophyr

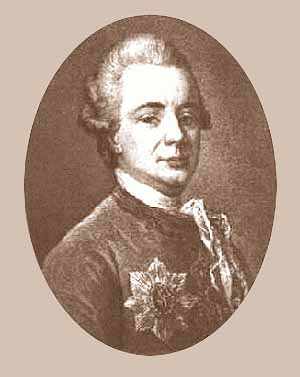
Le prince Mikhaïl Mikhaïlovitch Chtcherbatov

Dans Un voyage au pays d'Ophyr, il développe l'idée que la cohésion de la société doit être basée d'abord sur des principes moraux, puis sur la loi et enfin seulement sur l'autorité. L'appréciation de son propre rôle dans la société doit induire la fraternité entre humains et le respect pour le souverain, sans jamais que ceux-ci ne soient dus à la servilité ou à l'intérêt.
Une pyramide des fonctions se dessine donc: Roi, primus inter pares, puis propriétaires terriens et marchands et enfin paysans, toujours dans le servage mais traités humainement.
En tant qu'historien, il est le premier à proposer une catégorisation des peuples de l'Empire russe; il établit ainsi une distinction entre:
1. Russes et non Chrétiens qui paient l'impôt capitulaire (impôt sur les âmes, podushnaya podat) et fournissent des recrues
2. Russes et non Chrétiens qui paient l'impôt capitulaire mais ne fournissent pas de recrues
3. Chrétiens non orthodoxes
4. Cosaques et autres colons militaires
5. Bachkirs et autres peuples sauvages pratiquant l'islam
6. Kalmouks et autres peuples nomades adorant les idoles

### Défenseur de la noblesse
Le prince Chtcherbatov fut un ardent défenseur de la noblesse. Ses idées politiques et sociales furent proches de celles de son époque. Parmi ses nombreux articles : Dialogue sur l'immortalité de l'âme paru en 1788, Examen de la vie humaine .

## Décès et inhumation
Le prince Mikhaïl Mikhaïlovitch Chtcherbatov décéda à Saint-Pétersbourg le 12 décembre 1790. Il fut inhumé dans la propriété familiale Mikhaïlovskoe près de Iaroslavl.

## Quelques œuvres
- Traité sur la corruption morale en Russie (1797)
- Voyage au pays d'Orphyr (1783)
- L'Histoire de la Russie dès les premiers temps (1771-1791)
- Livre royal
- Histoire de Pierre le Grand officielle, approuvée par Pierre le Grand (titre russe: Журнал, или, Поденная записка, блаженныя и вѣчнодостойныя памяти Государя Императора Петра Великаго с 1698 года, даже до заключенія Нейштатскаго мира, Saint-Pétersbourg, 1770-1772)
- Dialogue sur l'immortalité de l'âme paru en 1788